# تمززدكت (بجاية)
تَمْزِزدكت أو قلعة تَامْزِيزْدكت هي مدينة عسكرية قديمة لم يبقَ منها سوى أسوارها الخارجية وبعض الأبراج المربعة، وهي تبعد تقريبًا 25 كيلومترًا عن مدينة بجاية. بُنيت القلعة بأمر من السلطان الزياني أبي تاشفين الأول في عام 749 هـ / 1327 م، خلال محاولته لحصار المدينة مرتين لاستعادتها من منافسيه الحفصيين.
بعد أن أدرك السلطان أن حصن بكر الذي شيد لم يكن كافيًا لاستيعاب الجنود الكثيرة التي قادها لحصار المدينة، قرر البحث عن موقع آخر أكثر ملاءمة من حيث الاتساع والقرب من بجاية. اختار بناءه في الموقع الذي أصبح معروفًا بسوق الخميس في حوض الصومام، حيث تجمع العمال بمساعدة الجنود واكتمل بناء المدينة العسكرية في مدة لا تتجاوز أربعين يومًا.

## تاريخه و موقعه
بني الحصن على الضفة الشرقية لوادي الصومام في الموقع الذي يعرف بسوق الخميس على بُعد 25 كيلومترًا من بجاية (بلدية القصر حاليا)، حيث كانت المستعمرة الرومانية توبوسوكتو. يشغل هذا الحصن نفس موضع «حصن تاكلات» الحمادي الذي كان يربط بين قلعة بني حماد وبجاية، على غرار حصن بكر.
ذكر يحيى أبن خلدون مؤرخ الدولة الزيانية آنذاك في كتابه بغية الرواد في ذكر الملوك من بني عبد الواد، «أنه في سنة أربع وعشرين أمر السلطان أبو تاشفين قواده بالنهوض لحصار بجاية، وفي سنة ست و عشرين عاد موسى بن علي إلى وادي بجاية قادمًا من قسنطينة بعد أن أسفد بقطرها الزرع و الضرع، و اختط مدينة  تمززدكت وقسم مسافاتها على الجيش فبنوها في مدة أربعين يومًا، و أوطنها ثلاثة آلاف ومائتي فارس، و أمر السلطان بحمل الزرع إليها من جميع البلدان الشرقية، فشحنت مخازنها أقواتا نامية، وهناك اشتد الحصار على بجاية و أهلها، وفي سنة ثلاث وثلاثين هدمها السلطان أبو الحسن، وعاد إلى مغربه.»

## التسمية
سُمّي الحصن بتامزيزدكت نسبة إلى اسم الحصن القديم الذي كان مملوكًا لقبيلة بني عبد الواد (الزيانيين) في وجدة، وكان يُعرف عند البربر بـ «المصفاة»، وكان يُعرف أيضًا باسم حصن تاكلات ومعناها القلعة بلسان البربر.

## الوصف المعماري
وفقًا للدراسة الأثرية التي أُجريت بواسطة عزوق عبد الكريم، فإن الأسوار التي بقيت أطلالًا قائمة تتشابه كثيرًا مع أسوار تلمسان والمنصورة التي بناها المرينيون لحصار الزيانيون. كما تتشابه بشكل كبير مع البقايا الأثرية في قرقرة (الواقعة بالقرب من عين الدفلى). ومن المحتمل أن تكون هذه الأسوار كذلك جزءًا من قلاع الزيانيين التي استُخدمت بصفة مراكز استراتيجية للتحكم في مسارهم من تلمسان نحو شرق الجزائري، بهدف تأمين طريق عودتهم من خلال هذه القلاع.
فيمَا يتعلق بأسوار القلعة، فإنَّ الباقي منها يُقدَّر بحوالي خمس أمتار، وارتفاعها الحالي يتراوح ما بين خمسة وستة أمتار. أما سُمك الجدران، فقد تآكل بشدة، وُقدِّرت سماكته تقريبًا 1.02م ولكن، يتجاوز السمك الأصلي هذا التقدير بكثير، قد يصل إلى متر ونصف أو أكثر، إذ بُني هذا الموقع ليكون قلعة عسكرية.
أساسُ الجدران ليسَ عميقًا، فهو يتراوحُ بين 80 سم ومتر، وهذا ما يفسر السرعة الفائقة لبناء هذا الحصن. بنيت الجدران من تراب مدكوك، تمامًا كما في حصون تنس وتنمل. أمّا الجدران من الداخل، فكانت مُلبَسةً بالجِصّ، مع بعض الأخشاب المُدمَجة في السور.
يبدو الحصنُ في ملامِحِه الأولى كحصنٍ مؤقتٍ أُقيم خصيصًا للاستيلاءِ على بجاية، أما داخلَ الأسوار فهناك مَساحةً واسِعةً مُسطَحةً خاليةً من الأبنية. لذا، خلالَ أيامِ الحرث، يُعثَرُ على بقايا قِطعٍ من الفَخَّار والقِرميد، ما يُشير إلى احتمال وجودِ بُنى داخله مثلَ غرفةِ الجُنُود والمصلى والمَطبخ. ولكنَّ كُلَّ شيءٍ اندَثَرَ ولم يبقَ سوى بعضِ الأسوار الخارجية وبعضِ الأبراج المُربّعة.